# Lles de Cerdanya
Lles de Cerdanya ist eine Gemeinde in der Provinz Lleida in der Comarca Cerdanya in Spanien. Es liegt auf 1471 m nahe der Grenze zu Andorra und Frankreich. Lles de Cerdanya entstand 1970 durch die Fusionierung der Gemeinden Lles, Músser und Arànser. Das Dorf lebt von der Landwirtschaft, der Viehzucht, der Forstwirtschaft und im Winter vom Tourismus.

## Gemeindegliederung
- Arànser
- Lles
- Músser
- Traveseras
- Viliella

## Sehenswürdigkeiten
- Romanische Kirche Sant Fructuós in Músser, erbaut im 11./12. Jahrhundert
- Ruinen des Castell de Travesseres (Burg)